# Idioma anewan
El idioma anaiwan (Anēwan), también llamado nganyaywana  es una lengua aborigen australiana extinta de Nueva Gales del Sur. Desde 2017, ha habido un programa de reactivación en marcha para recuperar el idioma.

## Clasificación
Una vez incluido en las lenguas kúricas, Bowern (2011) clasifica a Nganyaywana como una rama separada 'Anēwan (Anaiwan) de las lenguas Pama-Nyungan.

## Dialectos
Además de Nganyaywana, Anewan puede incluir Enneewin, con el que comparte alrededor del 65% de su vocabulario. Crowley (1976) los considera idiomas distintos, mientras que Wafer y Lissarrague (2008) los consideran dialectos.